# Кутна-Гора
Ку́тна-Го́ра (чеш. Kutná Hora), бывш. Куттенберг (нем. Kuttenberg) — город в Среднечешском крае. Является муниципалитетом с расширенными полномочиями и административным центром района Кутна-Гора. Расположен в 60 км к востоку от Праги, на плато Кутна-Гора на высоте 254 м над уровнем моря.

## История

Улочки старого города

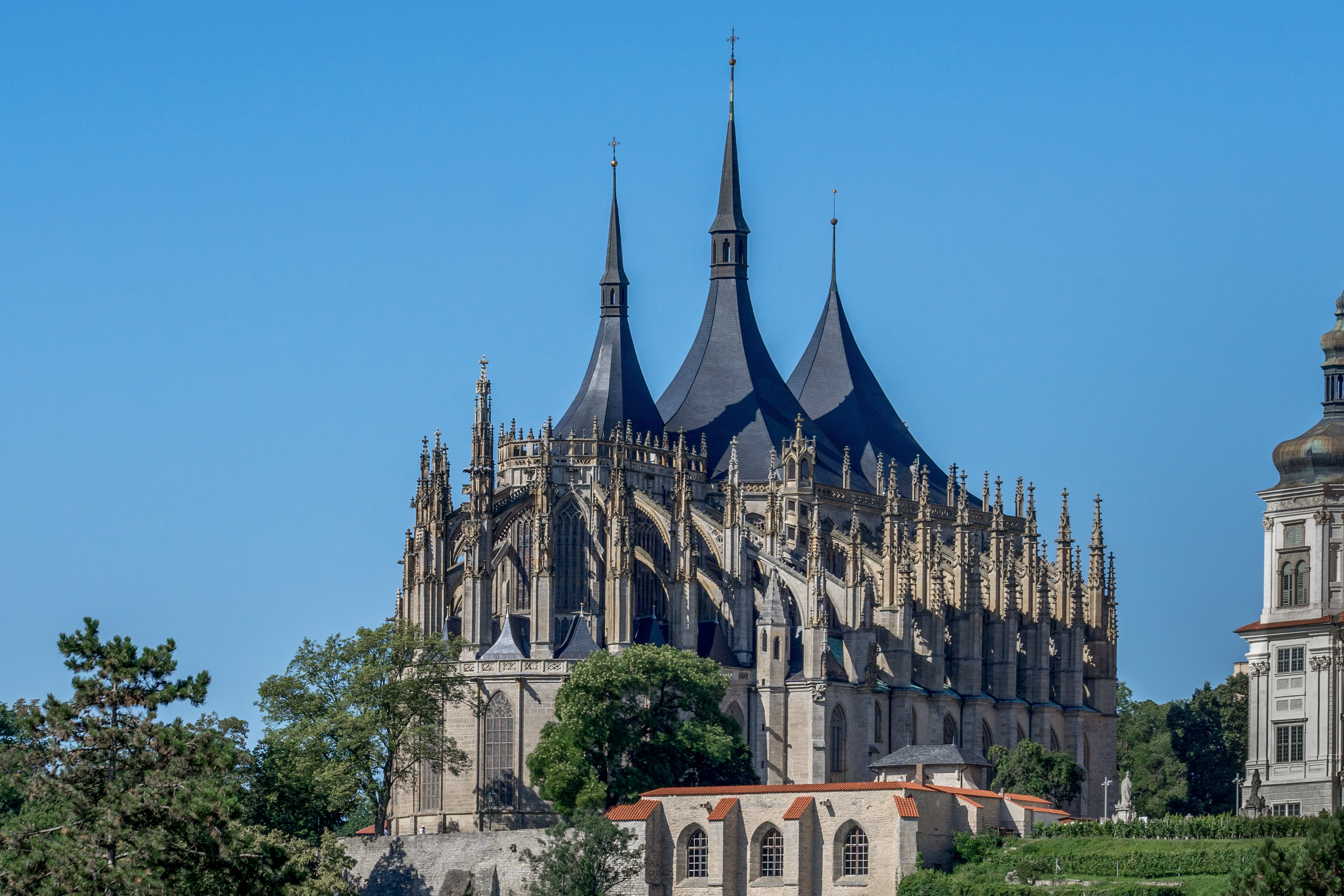
Собор Святой Варвары

Город основан в первой половине XIII века. Центр средневековой серебродобывающей индустрии (в XIII веке рудники города давали треть общеевропейской добычи серебра), благодаря чему город был вторым по богатству в Чешском королевстве.
Именно рудники и стали причиной образования первых горняцких посёлков, один из которых получил название «Cuthna Antiqua», что означает «старая монашеская ряса». Один из монахов, по преданию, заснул на соседнем холме, а во сне увидел серебряные слитки. Проснувшись, он действительно обнаружил их в указанном во сне месте и накрыл это место своей рясой. Кутна-Гора стала местом первой в Европе «серебряной лихорадки». Вокруг шахт появилось хаотическое нагромождение лачуг, трактиров, бань, лавок и т. п. Затем разрозненные посёлки объединились, и Кутна-Гора обрела привилегии королевского города.
Была сильно разрушена во времена гуситских войн. Из-за истощения руд к середине XVI века город пришёл в упадок.

## Достопримечательности
Прославлен многочисленными памятниками готической архитектуры.
- Собор Святой Варвары 1388—1547 — самый известный архитектурный памятник Кутна-Горы — второй по величине и значимости готический храм Чехии, построенный в стиле поздней (владиславской) готики
- Костёл Святого Иакова Старшего (1330)
- Здание Архидеканства (1594—1599)
- Иезуитский Колледж (1667—1700)
- Бывший монетный двор — Влашский (Итальянский) двор (XIII век)
- Барочный чумной столб (1713—1715)
- На окраине города, в районе Седлец — костёл Всех Святых с костехранилищем при кладбище (ок. 1400)
- В Седлеце — собор Вознесения Девы Марии и Святого Иоанна Крестителя (1280—1320, 1702—1714)
- Музей серебра «Градек» и средневековая серебряная шахта (1485—1505)
- Костёл Святейшей Троицы при кладбище (ок. 1415)
- Костёл Всех Святых (ок. 1290)
- Капелла Тела Господня (ок. 1400)
- Монастырь урсулинок (1733—1743)
- Костёл Матери Божьей на Намнети (1360—1470)
- Костёл Святого Яна Непомуцкого (1734—1750)
- Каменный фонтан (1493—1495)
- Каменный дом (1485—1495)
- Памятник святому Вацлаву

Исторический центр города входит в Список объектов Всемирного наследия ЮНЕСКО.

## Экономика
Стеклодувный завод, пивное производство, табачная фабрика Philip Morris, завод компании «Foxconn».

## Транспорт

### Железнодорожный транспорт
В черте города находится три станции: Кутна-Гора-главная и, на ответвлении, Кутна-Гора-Седлец (Kutná Hora-Sedlec) и Кутна-Гора-город (Kutná Hora město). Последняя станция находится ближе всего к исторической части города.

### Автотранспорт
Несколько внутригородских маршрутов. Междугородное сообщение осуществляется с автобусной станции.

## Население
| 1869    | 1869    | 1880    | 1880    | 1890    | 1900    | 1910    | 1921    | 1930    | 1930    | 1950    | 1950    |
| ------- | ------- | ------- | ------- | ------- | ------- | ------- | ------- | ------- | ------- | ------- | ------- |
| 16 565  | ↘12 747 | ↗16 799 | ↘13 154 | ↗17 614 | ↗19 506 | ↗20 362 | ↘19 112 | ↘18 706 | ↘13 892 | ↗15 893 | ↘14 572 |
| 1961    | 1961    | 1970    | 1970    | 1980    | 1980    | 1991    | 1991    | 2001    | 2014    | 2016    | 2017    |
| ↗16 835 | →16 835 | ↗17 943 | →17 943 | ↗20 927 | →20 927 | ↗21 561 | →21 561 | ↘21 453 | ↘20 349 | ↘20 341 | ↗20 405 |
| 2018    | 2019    | 2020    | 2021    | 2021    | 2022    | 2023    | 2024    |         |         |         |         |
| ↗20 536 | ↗20 580 | ↗20 653 | ↗20 828 | ↘20 162 | ↗20 450 | ↗21 417 | ↗21 556 |         |         |         |         |

## Города-побратимы
- Каменец-Подольский, Украина (октябрь 2008)[19][20][…]
- Реймс, Франция
- Тарновске-Гуры, Польша
- Эгер, Венгрия

 • Пушкино, Россия

## Известные уроженцы
- Бояновский, Илья (1923—2009) — чешский и чехословацкий педагог, ректор Академии исполнительских искусств в Праге. Почётный гражданин города.
- Воцель, Ян Эразим (1802—1871) — чешский поэт-романтик, драматург, педагог, археолог.
- Елинек, Рудольф (1935—2024) — чешский и чехословацкий актёр. Почётный гражданин города.
- Страховский, Йозеф (1850—1913) — чешский скульптор.